# Hôtel de Lassay
L'hotel de Lassay è un palazzo situato in rue de l'Université, nel VII arrondissement di Parigi, attuale residenza del presidente dell'Assemblea nazionale. Si trova accanto al Palais Bourbon, sede dell'Assemblea nazionale.
Esso è inoltre adiacente alla sede del ministro degli Affari Esteri, capo del Ministero degli Affari esteri ed europei.